# قطعنامه ۴۱۳ شورای امنیت
قطعنامه ۴۱۳ شورای امنیت سازمان ملل متحد که در تاریخ ۲۰ جولای ۱۹۷۷ تصویب شد، سندی بین‌المللی دربارهٔ پذیرش اعضای جدید سازمان ملل متحد: ویتنام است. این قطعنامه طی نشست ۲٬۰۲۵ام تصویب شد.